# أحد ثربان (مركز)
أحد ثربان: إحدى مراكز محافظة المجاردة. تقع في أقصى غرب المحافظة على مسافة 45 كيلاً، ويقطنها 4304 نسمة.

## أنظر أيضًا
- أعيوج لينة
- أم أثلة
- أم الباب